# Benkaj
Benkaj (en serbe cyrillique: Бенкај) est un village de l'est du Monténégro, dans la municipalité de Podgorica.

## Démographie

### Évolution historique de la population
| 1948 | 1953 | 1961 | 1971 | 1981 | 1991 | 2003 | 2011 |
| ---- | ---- | ---- | ---- | ---- | ---- | ---- | ---- |
| 62   | 69   | 61   | 78   | 44   | 18   | 7    | 2    |